# Малешево пее и танцува
„Малешево пее и танцува“ е международен фолклорен фестивал в село Микрево, България. Фестивалът се провежда ежегодно през октомври. Първото му издание е през 2003 г. Включва надпяване на певци от различни държави. Връчват се награди за традиционен фолклор, обработен фолклор, за танцово изпълнение и инструментално изпълнение.